# Berchem (Flandre-Orientale)
Pour les articles homonymes, voir Berchem.
Berchem est une section de la commune belge de Kluisbergen située en Région flamande dans la province de Flandre-Orientale. C'était une commune à part entière avant la fusion des communes de 1971.

## Toponymie
Bernis (1119), Bernes (1154), Berchem (1177).

## Démographie

### Évolution démographique
- Sources : INS, Rem. : 1831 jusqu'en 1961 = recensements[3].

## Personnalités liées
- Florence Van de Walle, née à Berchem, ambulancière communarde, accusée d'être incendiaire des Tuileries[4].